# Convergència per les Illes
Convergència per les Illes (em catalão e oficialmente; em castelhano: Convergencia por las Islas) foi um partido político da Espanha, de âmbito regional da ilha de Maiorca, nas Ilhas Baleares. 

## História
Foi fundado em 2 de março de 2011, como parte de uma renovação do partido Unió Mallorquina, dissolvido devido a estar envolvido em numerosos casos de corrupção.
Em junho de 2012, anunciou sua união com os partidos Lliga Regionalista de les Illes Balears, Es nou Partit d'Eivissa e Unió Menorquina. Em 2 de novembro daquele mesmo ano, esta união formaria um novo partido chamado El Pi-Proposta per les Illes.